# Dmitri Walerjewitsch Tertyschny
Dmitri Walerjewitsch Tertyschny (russisch Дмитрий Валерьевич Тертышный; * 26. Dezember 1976 in Tscheljabinsk, Russische SFSR; † 23. Juli 1999 auf dem Okanagan Lake, British Columbia, Kanada) war ein russischer Eishockeyverteidiger, der für die Philadelphia Flyers in der National Hockey League spielte.

## Karriere
Dmitri Tertyschny begann seine Karriere beim HK Traktor Tscheljabinsk in der russischen Superliga. Im NHL Entry Draft 1995 wurde er von den Philadelphia Flyers in der sechsten Runde an Position 132 ausgewählt. Er blieb aber noch drei weitere Jahre in Russland, wo er sich zu einem Verteidiger entwickelte, der in der Defensive sehr gut das körperbetonte Spiel beherrschte.
Im Sommer 1998 ging er nach Nordamerika und konnte sich im Kader der Philadelphia Flyers durchsetzen. Er spielte eine gute Rookie-Saison und kam zu einem Einsatz in den Playoffs.
Während der Sommerpause am 23. Juli 1999 passierte ein folgenschwerer Unfall. Mit zwei Spielern des Farmteam der Flyers, Francis Bélanger und Michail Tschernow, unternahm er eine Bootstour auf dem Okanagan Lake in British Columbia. Als eine Welle das Boot traf, fiel Tertyschny kopfüber ins Wasser. Das Boot fuhr über ihn hinweg und die Schiffsschraube durchtrennte sein Genick und seine Halsschlagader.
Dmitri Tertyschny hinterließ seine Ehefrau, die zum Zeitpunkt des Unfalls im vierten Monat schwanger war.